# Saint-Outrille
Saint-Outrille é uma comuna francesa na região administrativa do Centro, no departamento Cher. Estende-se por uma área de 12,33 km². Em 2010 a comuna tinha 221 habitantes (densidade: 17,9 hab./km²).